# Ясненський міський округ
Я́сненський міський округ (рос. Ясненский городской округ) — міський округ у складі Оренбурзької області Російської Федерації.
Адміністративний центр — місто Ясний.

## Географія
Площа округу — 3,5 тис. км², розташований на південному сході Оренбурзької області.

## Історія
Ясненський район утворений 4 грудня 1979 року із частин Адамовського, Домбаровського та Світлинського районів. Пізніше місто Ясний отримало статус обласного і було виведене зі складу району. 2005 року Ясненський район отримав статус муніципального, місто Ясний повернуто до його складу. 2016 року Ясненський район перетворено в Ясненський міський округ, при цьому були ліквідовані усі поселення — 1 міське та 6 сільських:
| Поселення                  | Площа, км² | Населення, осіб (2002) | Населення, осіб (2010) | Населені пункти                                        |
| -------------------------- | ---------- | ---------------------- | ---------------------- | ------------------------------------------------------ |
| Ясненське міське поселення | -          | 18545                  | 17363                  | місто Ясний                                            |
| Акжарська сільська рада    | -          | 1203                   | 763                    | село Акжарське, селища Алімбай, Каракульський, Розсвіт |
| Веселовська сільська рада  | -          | 1004                   | 580                    | селища Веселовський, Садовий                           |
| Єленовська сільська рада   | -          | 1603                   | 1178                   | села Верхній Кіємбай, Єленовка, Керуємбай, Котансу     |
| Комаровська сільська рада  | -          | 1825                   | 1152                   | села Оріховка, Тикаша, селище Комарово                 |
| Кумацька сільська рада     | -          | 511                    | 301                    | селище Кумак                                           |
| Новосельська сільська рада | -          | 1294                   | 1069                   | селище Аласай, Новосельський, Річний                   |

## Населення
Населення — 18876 осіб (2019; 22406 в 2010, 25985 у 2002).

## Населені пункти
| №  | Населений пункт       | Населення, осіб (2002) | Населення, осіб (2010) |
| -- | --------------------- | ---------------------- | ---------------------- |
| 1  | Акжарське, село       | 764                    | 542                    |
| 2  | Аласай, селище        | 37                     | 20                     |
| 3  | Алімбай, селище       | 75                     | 14                     |
| 4  | Верхній Кіємбай, село | 122                    | 76                     |
| 5  | Веселовський, селище  | 802                    | 499                    |
| 6  | Єленовка, село        | 954                    | 788                    |
| 7  | Каракульський, селище | 223                    | 138                    |
| 8  | Керуємбай, село       | 257                    | 170                    |
| 9  | Комарово, селище      | 1222                   | 884                    |
| 10 | Котансу, село         | 270                    | 144                    |
| 11 | Кумак, селище         | 511                    | 301                    |
| 12 | Новосельський, селище | 1087                   | 993                    |
| 13 | Оріховка, село        | 274                    | 72                     |
| 14 | Річний, селище        | 170                    | 56                     |
| 15 | Розсвіт, селище       | 141                    | 69                     |
| 16 | Садовий, селище       | 202                    | 81                     |
| 17 | Тикаша, село          | 329                    | 196                    |
| 18 | Ясний, місто          | 18545                  | 17363                  |

## Господарство
Ясненський міський округ — переважно сільськогосподарський, спеціалізація — зерно і шерсть.
У промисловості зайнято близько 40 % працездатного населення, основні підприємства: «Керамос» і «Кумацьке».
У Ясненської міському окрузі знаходиться військовий полігон «Ясний» (використовується нині як космодром для запуску КА за програмою «Дніпро»), а також селище (ЗАТО) Комаровський і військовий аеродром «Ясний».